# Mónimo de Siracusa

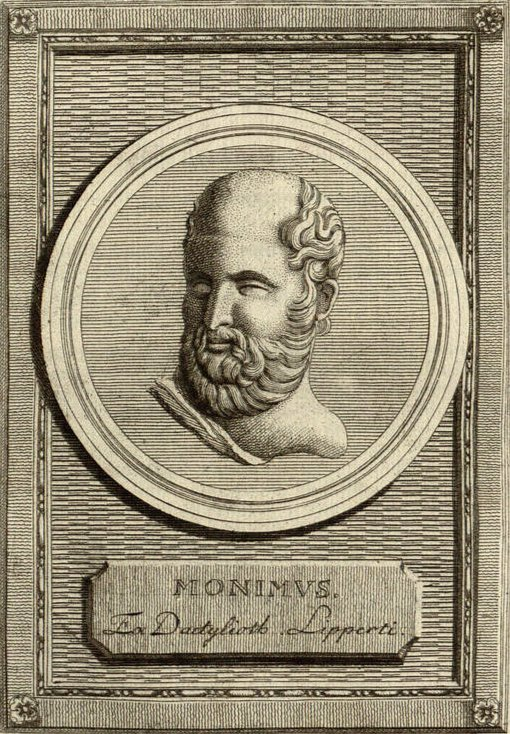
Mónimo de Siracusa

Mónimo de Siracusa (399 - 300 a. C.) fue un filósofo griego del siglo IV a. C. perteneciente a la escuela cínica. Fue discípulo de Diógenes y de Crates.
Fue esclavo de un banquero corintio que solía tener trato frecuente con Jeníades, que por entonces era el dueño de Diógenes de Sínope, que también había sido reducido a la esclavitud. A través del contacto con Diógenes, Mónimo conoció la filosofía de la escuela cínica y decidió asumir su modo de vida.
Escribió poesías cortas, de tinte burlesco, aunque de argumento serio (paignía), y dos libros en prosa. Se sabe de su doctrina que oponía el dominio de la evidencia (la naturaleza), en la que subyace el sabio, al dominio de la ilusión.